# Thyene gangoides
Thyene gangoides är en spindelart som beskrevs av Prószynski, Deeleman-Reinhold 20. Thyene gangoides ingår i släktet Thyene och familjen hoppspindlar. Inga underarter finns listade i Catalogue of Life.